# Il coccodrillo come fa?
Il coccodrillo come fa? è un brano musicale per bambini, vincitore dello Zecchino d'Oro 1993.

## Descrizione
Su testo di Oscar Avogadro e musica di Pino Massara, il brano fu interpretato da Carlo Andrea Masciadri (8 anni e mezzo, di Legnano, Milano) e Gabriele Patriarca (5 anni, di Roma).
Ispirandosi liberamente alla nota canzone Nella vecchia fattoria resa celebre in Italia dal Quartetto Cetra nel 1949, il brano passa in rassegna i versi di alcuni animali (cane, gatto, asino, mucca, rana e pecora), chiedendosi poi che verso faccia il coccodrillo, domanda a cui nessuno sembra conoscere una risposta.

## Il verso del coccodrillo
A seguito del successo e diffusione della canzone, si sono aperte diverse discussioni per cercare di individuare un vocabolo in lingua italiana per descrivere il verso del coccodrillo. Dopo pochi anni si diffuse il verbo onomatopeico "trimbulare", che rievocherebbe i “suoni tremuli sia gravi che acuti" emessi dal coccodrillo. Sul punto è però intervenuta l'Accademia della Crusca che ha negato l'esistenza del vocabolo "trimbulare", definito come "parola fantasma". Il coccodrillo, in definitiva e più correttamente, ruggisce.

## Nella cultura di massa
- Il brano è stato usato in altri programmi televisivi come La prova del cuoco e Affari tuoi.
- È stato creato un balletto sulle note della canzone.
- La canzone è stata utilizzata nella serie animata dei 44 gatti.
- È citato nella canzone Quando la tigre non ci sarà più (Zecchino d'Oro 1998) con la frase “se il coccodrillo non ci fosse stato, sarebbe un altro pure lo Zecchino”.